# HC Turnov 1931
HC Turnov 1931 (celým názvem: Hockey Club Turnov 1931) je český klub ledního hokeje, který sídlí v Turnově v Libereckém kraji. Od sezóny 2015/16 působí v Liberecké krajské lize, čtvrté české nejvyšší soutěži ledního hokeje.
Založen byl v listopadu 1931 pod názvem LTC Turnov. V roce 2005, přesněji 21. 6., došlo k obnovení činnosti hokejového klubu. V restauraci U Luků byl založen Bruslařský a hokejový klub Turnov (BHK Turnov). Klubovými barvami byly zvoleny černá, oranžová a světle modrá. Klub si jako cíl vytkl sdružit pod jednu hlavičku oddíly ledního hokeje z okolí a širokou bruslařskou veřejnost. V roce 2016 na základě rozhodnutí valné hromady klubu došlo k přejmenování na Hockey Club Turnov 1931 (HC Turnov 1931). Zároveň se změnou názvu došlo ke změně klubových barev na černou, červenou a bílou.
Své domácí zápasy odehrává na zimním stadionu Ludvíka Koška s kapacitou 350 diváků.

## Historie
Tradice bruslení, krasobruslení, ale především bandy hokeje (s míčkem na větším hřišti a větším počtem hráčů na ledě) a hokeje kanadského sahá v českých zemích až na přelom 19. a 20. století, kdy se tyto sporty v našem městě pěstovaly za předpokladu vhodných klimatických podmínek hned na několika místech – hřiště mezi mosty, sokolské letní cvičiště za sokolovnou, kurty SK Turnov a dokonce i na nádvoří kasáren bývalo kluziště pro důstojníky a jejich rodiny. Hokej, s největší pravděpodobností bandy, byl poprvé v Turnově sehrán na konci roku 1901, alespoň tak o tom hovořil dlouholetý sportovní činovník Karel Jappl ve svém referátu, který 24. listopadu 1933 přednesl v klubovně hotelu Slavie na valné hromadě LTC (lawn-tennis club) Turnov. Pojizerské listy v lednu následujícího roku dokonce uvádějí, že je to mimo Prahu zcela unikátní jev a turnovští hokejisté se tak nejspíše řadí mezi první průkopníky tohoto sportu v Čechách.
Samotný hokejový oddíl (myšleno oddíl kanadského hokeje) vznikl v listopadu 1931 jako dílčí odbor LTC Turnov, který měl své zázemí na tehdejších tenisových kurtech mezi mosty, které většina současníků zná jako házenkářské hřiště na Jiskře. Tam také v neděli 31. ledna 1932 odehrál Turnov svá první dvě utkání. Do města zavítali hokejisté „A“ i „B“ týmu zavedeného Bruslařského klubu z Mladé Boleslavi, kteří nejprve mezi sebou před početným obecenstvem sehráli ukázkový zápas kanadského hokeje. Po úvodní exhibici nastoupil domácí tým LTC proti „A“ týmu hostí a prohrál 0:3. Následující střetnutí s boleslavskou rezervou skončilo podobně porážkou Turnova 0:4. Právě z důvodu odkazu na historii došlo v roce 2016 ke změně klubového názvu z BHK Turnov na HC Turnov 1931. V průběhu 30. a 40. let zde hrávala dvě mužstva mužů (I.a a rezerva), dorostenci a později i žáci. Turnovský oddíl v tomto období nastupoval do soutěží Severočeské hokejové župy, kde se utkával s tradičními soupeři jako např. BK Mladá Boleslav, ZK Jičín, SK Bakov nad Jizerou, Dolnobousovský SK, SK Polaban Nymburk a SK Brandýs nad Labem. Později, když se lední hokej stával v našem regionu stále populárnějším, přibývá i SK Rovensko pod Troskami, SKI klub Jilemnice nebo SK Železný Brod. Když byla mistrovská utkání odehrána a počasí to umožňovalo, sehrál tým LTC Turnov také spoustu přátelských utkání s týmy z okolí, namátkou Eislaufverein Liberec, Rapid Růžodol, Gablonzer E. W., Latorica Mnichovo Hradiště atd. Velmi často se ale stávalo, že mistrovství župy nebyla z důvodu oblevy dohrána.
Nedílnou součástí každé bruslařské sezóny byl oblíbený karneval na ledě, určený především nejmladším bruslařům, jehož pořadatelství také spadá do bohaté činnosti LTC Turnov. V neslavných dobách protektorátních družstvo dorostenců hrávalo Soutěž Kuratoria pro výchovu mládeže v Čechách a na Moravě. Na začátku února 1944 se naši dorostenci poté, co se stali mistry Severočeské hokejové župy, zúčastnili finále Týdne ledních sportů na pražské Štvanici, který opět pořádala výše uvedená nechvalně proslulá propagandistická instituce. Z dvanácti zúčastněných týmů (např. LTC Praha, SK Polička, DSK Třebíč, Ostravská Slávie, HC Písek aj.) rozdělených do dvou skupin skončili turnovští bohužel na posledním 6. místě
V množství článků Pojizerských listů z průkopnického období hokeje v Turnově se objevuje více známých jmen turnovských hráčů (namátkou brankář Kosnar, obránci Formánek a Wacht, forvardi Schömmer, Roštejnský a další), a taky jedno jméno Ludvík Košek. 13. července 2015 uplynulo 71 let od úmrtí Ludvíka Koška, jednoho z mladých nadějných hráčů meziválečného turnovského hokejového týmu. Ludvík Košek, věrný své vojenské přísaze, v červenci 1939 emigroval přes Polsko do Francie, kde se přihlásil do cizinecké legie a následně k letectvu. Po pádu Francie odešel do Velké Británie, kde byl přijat do 311. bombardovací perutě RAF. Jeho bombardér Liberator „L“ BZ 717 se při návratu z operačního letu 13. 7. 1944 zřítil a zahynula v něm celá devítičlenná posádka. Ludvík Košek je pohřben na vojenském hřbitově Weston Hill v Plymouthu, jeho symbolická urna je součástí Památníku zahraničních letců v Prostějově, pamětní deska pak na rodinném hrobě na Mariánském hřbitově v Turnově. Koškovo jméno je také uvedeno na památníku regionálním letcům RAF ve vestibulu Muzea Českého ráje ve Skálově ulici. Ludvík Košek čtyřikrát obdržel Československý válečný kříž, dále Československou medaili za chrabrost, navíc je nositelem britského odznaku Good Conduct Badge. V červenci 1946 byl In memoriam povýšen na poručíka letectva v záloze. Od roku 1947 byl na turnovské Jiskře pořádán Koškův hockeyový turnaj jako vyjádření úcty k bývalému hráči LTC Turnov. Prvního ročníku, který mimo jiné proběhl pod záštitou britského velvyslanectví, významných velitelů československých letců ve Velké Británii sbor. gen. Aloise Vicherka a arm. gen. RNDr. Karla Janouška a dalších významných osobností a institucí, se 2. února 1947 zúčastnilo i Armádní družstvo, včetně tehdejší reprezentační hvězdy Karla Stibora. Vladimír Zábrodský a Stanislav Konopásek, toho času také byli členy Armádního mužstva, v Turnově nenastoupili. Všichni tři pánové se pak o několik dnů později (15. – 23. února) na Mistrovství světa v Praze stali mistry Evropy a mistry světa. (turnovskému LTC na tomto turnaji „vojáci“ nadělili 14:0, Jičínský SK si odnesl, v přátelském utkání hraném o den dříve, debakl 38:7.) V roce 1952 se Koškův turnaj konal v Turnově naposledy, důvody jsou celkem nasnadě – britský pilot se do komunistické šablony válečného hrdiny už poněkud nehodil.
V roce 2016 došlo k obnovení turnaje Ludvíka Koška, kterého se zúčastnilo šest mládežnických týmů.

## Historické názvy
Zdroj:
- 1931 – LTC Turnov (Lawn Tennis Club Turnov)
- 1940 – LTK Turnov (Lawn Tennis Klub Turnov)
- 1947 – Stadion Turnov
- 1948 – Sokol Stadion Turnov
- 1949 – Sokol Turnov
- 1950 – Sokol Konopa Turnov
- 1953 – Slavoj Turnov
- 1958 – TJ Lokomotiva Turnov (Tělovýchovná jednota Lokomotiva Turnov)
- 1976 – zánik
- 1999 – obnovena činnost pod názvem TJ Turnov (Tělovýchovná jednota Turnov)
- 2005 – BHK Turnov (Bruslařský a hokejový klub Turnov)
- 2016 – HC Turnov 1931 (Hockey Club Turnov 1931)

## Přehled ligové účasti
Stručný přehled
Zdroj:
- 1931–1933: Severočeské mistrovství župy (2. ligová úroveň v Československu)
- 1933–1935: Severočeská I. třída (2. ligová úroveň v Československu)
- 1935–1936: Severočeská I. třída (3. ligová úroveň v Československu)
- 1936–1937: Severočeské mistrovství župy (3. ligová úroveň v Československu)
- 1937–1938: Severočeská I. třída (3. ligová úroveň v Československu)
- 1938–1939: Severočeská II. třída (3. ligová úroveň v Československu)
- 1939–1941: Severočeská I. třída (2. ligová úroveň v Protektorátu Čechy a Morava)
- 1941–1944: Severočeská I. třída (3. ligová úroveň v Protektorátu Čechy a Morava)
- 1944–1945: Severočeská župa (Zimní hry v Protektorátu Čechy a Morava)
- 1945–1946: Severočeská II. třída (4. ligová úroveň v Československu)
- 1946–1949: Severočeská I. třída (3. ligová úroveň v Československu)
- 1949–1951: Liberecká I. třída (3. ligová úroveň v Československu)
- 1951–1953: Liberecký krajský přebor (2. ligová úroveň v Československu)
- 1953–1955: Liberecký krajský přebor (3. ligová úroveň v Československu)
- 1955–1956: Liberecký krajský přebor (4. ligová úroveň v Československu)
- 1956–1957: Liberecká krajská I. A třída (4. ligová úroveň v Československu)
- 1957–1958: Liberecká krajská I. třída (4. ligová úroveň v Československu)
- 1958–1960: Oblastní soutěž (3. ligová úroveň v Československu)
- 1960–1964: Krajský přebor Východočeského kraje (3. ligová úroveň v Československu)
- 1964–1969: Krajská soutěž Východočeského kraje (4. ligová úroveň v Československu)
- 1969–1973: Krajská soutěž Východočeského kraje (5. ligová úroveň v Československu)
- 1973–1974: Krajský přebor Východočeského kraje (5. ligová úroveň v Československu)
- 1974–1975: Krajská soutěž Východočeského kraje (6. ligová úroveň v Československu)
- 1975–1976: Okresní přebor okresu Semily (7. ligová úroveň v Československu)
- 1976–1977: Krajská soutěž Východočeského kraje (6. ligová úroveň v Československu)
- 2005–2008: Liberecký krajský přebor (4. ligová úroveň v České republice)
- 2005–2006: Královéhradecký a Pardubický krajský přebor (5. ligová úroveň v České republice)
- 2006–2007: Královéhradecký krajský přebor (5. ligová úroveň v České republice)
- 2009–2015: Lomnická hokejová liga (neregistrovaná soutěž v České republice)
- 2015– : Liberecká krajská liga (4. ligová úroveň v České republice)

Jednotlivé ročníky
Zdroj:
Legenda: ZČ - základní část, červené podbarvení - sestup, zelené podbarvení - postup, fialové podbarvení - reorganizace, změna skupiny či soutěže
| Československo (1931 – 1938)             |                                             |                       |           |                                       |                                |
| Sezóny                                   | Soutěž                                      | Úroveň                | ZČ        | Play-off, nadstavba, sk. o udržení... | Poznámky                       |
| 1931/32                                  | Severočeské mistrovství župy                | 2. úroveň             | 4. místo  |                                       |                                |
| 1932/33                                  | Severočeské mistrovství župy                | 2. úroveň             | 2. místo  | Finálová skupina (4. místo)           | Hráno v okrscích               |
| 1933/34                                  | Severočeská I. třída                        | 2. úroveň             | 4. místo  |                                       |                                |
| 1934/35                                  | Severočeská I. třída                        | 2. úroveň             | 4. místo  |                                       | Reorganizace                   |
| 1935/36                                  | Severočeská I. třída                        | 3. úroveň             | –. místo  |                                       | viz poznámky níže              |
| 1936/37                                  | Severočeské mistrovství župy                | 3. úroveň             | ?. místo  |                                       | Hráno v okrscích               |
| 1937/38                                  | Severočeská I. třída                        | 3. úroveň             | –. místo  |                                       | viz poznámky níže              |
| 1938/39                                  | Severočeská II. třída                       | 3. úroveň             | 1. místo  | Kvalifikace (vítěz)                   | Postup                         |
| Protektorát Čechy a Morava (1939 – 1945) |                                             |                       |           |                                       |                                |
| Sezóny                                   | Soutěž                                      | Úroveň                | ZČ        | Play-off, nadstavba, sk. o udržení... | Poznámky                       |
| 1939/40                                  | Severočeská I. třída                        | 2. úroveň             | 1. místo  | Okrskové mistrovství (3. místo)       | viz poznámky níže              |
| 1940/41                                  | Severočeská I. třída                        | 2. úroveň             | 4. místo  |                                       | viz poznámky níže              |
| 1941/42                                  | Severočeská I. třída                        | 3. úroveň             | 2. místo  |                                       |                                |
| 1942/43                                  | Severočeská I. třída                        | 3. úroveň             | 1. místo  |                                       | Postup + reorganizace          |
| 1943/44                                  | Severočeská I. třída                        | 3. úroveň             | 5. místo  |                                       | Sestup                         |
| 1944/45                                  | Severočeská župa                            | zimní hry             | ?. místo  |                                       | viz poznámky níže              |
| Československo (1945 – 1993)             |                                             |                       |           |                                       |                                |
| Sezóny                                   | Soutěž                                      | Úroveň                | ZČ        | Play-off, nadstavba, sk. o udržení... | Poznámky                       |
| 1945/46                                  | Severočeská II. třída                       | 4. úroveň             | 1. místo  |                                       | Postup                         |
| 1946/47                                  | Severočeská I. třída                        | 3. úroveň             | 3. místo  |                                       |                                |
| 1947/48                                  | Severočeská I. třída                        | 3. úroveň             | –. místo  |                                       | viz poznámky níže              |
| 1948/49                                  | Severočeská I. třída                        | 3. úroveň             | 6. místo  |                                       | Reorganizace                   |
| 1949/50                                  | Liberecká I. třída                          | 3. úroveň             | 3. místo  |                                       |                                |
| 1950/51                                  | Liberecká I. třída                          | 3. úroveň             | 2. místo  |                                       | Reorganizace                   |
| 1951/52                                  | Liberecký krajský přebor                    | 2. úroveň             | 6. místo  |                                       |                                |
| 1952/53                                  | Liberecký krajský přebor                    | 2. úroveň             | ?. místo  |                                       | Reorganizace                   |
| 1953/54                                  | Liberecký krajský přebor                    | 3. úroveň             | ?. místo  |                                       |                                |
| 1954/55                                  | Liberecký krajský přebor                    | 3. úroveň             | ?. místo  |                                       | Reorganizace                   |
| 1955/56                                  | Liberecký krajský přebor                    | 3. úroveň             | ?. místo  |                                       | Změna názvu soutěže            |
| 1956/57                                  | Liberecká krajská I. A třída                | 4. úroveň             | ?. místo  |                                       | Změna názvu soutěže            |
| 1957/58                                  | Liberecká krajská I. třída                  | 4. úroveň             | 1. místo  |                                       | Postup                         |
| 1958/59                                  | Oblastní soutěž – sk. C                     | 3. úroveň             | 2. místo  |                                       |                                |
| 1959/60                                  | Oblastní soutěž – sk. B                     | 3. úroveň             | 5. místo  |                                       | Reorganizace                   |
| 1960/61                                  | Krajský přebor Východočeského kraje         | 3. úroveň             | 8. místo  |                                       | Reorganizace                   |
| 1961/62                                  | Krajský přebor Východočeského kraje         | 3. úroveň             | 2. místo  |                                       |                                |
| 1962/63                                  | Krajský přebor Východočeského kraje         | 3. úroveň             | 3. místo  |                                       |                                |
| 1963/64                                  | Krajský přebor Východočeského kraje         | 3. úroveň             | 5. místo  |                                       | Sestup                         |
| 1964/65                                  | Krajská soutěž Východočeského kraje         | 4. úroveň             | 3. místo  |                                       |                                |
| 1965/66                                  | Krajská soutěž Východočeského kraje         | 4. úroveň             | 2. místo  |                                       |                                |
| 1966/67                                  | Krajská soutěž Východočeského kraje         | 4. úroveň             | ?. místo  |                                       |                                |
| 1967/68                                  | Krajská soutěž Východočeského kraje         | 4. úroveň             | 3. místo  |                                       |                                |
| 1968/69                                  | Krajská soutěž Východočeského kraje         | 4. úroveň             | 5. místo  |                                       | Reorganizace                   |
| 1969/70                                  | Krajská soutěž Východočeského kraje         | 5. úroveň             | 1. místo  | Kvalifikace o krajský přebor (prohra) |                                |
| 1970/71                                  | Krajská soutěž Východočeského kraje         | 5. úroveň             | 2. místo  |                                       |                                |
| 1971/72                                  | Krajská soutěž Východočeského kraje         | 5. úroveň             | 2. místo  |                                       |                                |
| 1972/73                                  | Krajská soutěž Východočeského kraje         | 5. úroveň             | 2. místo  |                                       | Postup + reorganizace          |
| 1973/74                                  | Krajský přebor Východočeského kraje         | 5. úroveň             | ?. místo  |                                       | Sestup                         |
| 1974/75                                  | Krajská soutěž Východočeského kraje         | 6. úroveň             | 5. místo  |                                       | Sestup                         |
| 1975/76                                  | Okresní přebor okresu Semily                | 7. úroveň             | 1. místo  |                                       | Postup                         |
| 1976/77                                  | Krajská soutěž Východočeského kraje         | 6. úroveň             | 6. místo  |                                       | Sestup + odstoupení ze soutěže |
| ...                                      |                                             |                       |           |                                       |                                |
| Česko (1993 – )                          |                                             |                       |           |                                       |                                |
| Sezóny                                   | Soutěž                                      | Úroveň                | ZČ        | Play-off, nadstavba, sk. o udržení... | Poznámky                       |
| ...                                      |                                             |                       |           |                                       |                                |
| 2005/06                                  | Liberecký krajský přebor                    | 4. úroveň             | 6. místo  |                                       |                                |
| 2005/06                                  | Královéhradecký a Pardubický krajský přebor | 5. úroveň             | 9. místo  |                                       | Změna názvu soutěže            |
| 2006/07                                  | Liberecký krajský přebor                    | 4. úroveň             | 3. místo  |                                       |                                |
| 2006/07                                  | Královéhradecký krajský přebor              | 5. úroveň             | 10. místo | Zápas o 9. místo (prohra)             | Odstoupení ze soutěže          |
| 2007/08                                  | Liberecký krajský přebor                    | 4. úroveň             | 2. místo  | Finále (prohra)                       |                                |
| 2008/09                                  | Liberecký krajský přebor                    | 4. úroveň             | 7. místo  |                                       | Odstoupení ze soutěže          |
| 2009/10                                  | Lomnická hokejová liga                      | neregistrovaná soutěž | 7. místo  |                                       |                                |
| 2010/11                                  | Lomnická hokejová liga                      | neregistrovaná soutěž | 5. místo  |                                       |                                |
| 2011/12                                  | Lomnická hokejová liga                      | neregistrovaná soutěž | 10. místo |                                       |                                |
| 2012/13                                  | Lomnická hokejová liga                      | neregistrovaná soutěž | 1. místo  |                                       |                                |
| 2013/14                                  | Lomnická hokejová liga                      | neregistrovaná soutěž | 4. místo  |                                       |                                |
| 2014/15                                  | Lomnická hokejová liga                      | neregistrovaná soutěž | 4. místo  |                                       | Změna soutěže                  |
| 2015/16                                  | Liberecká krajská liga                      | 4. úroveň             | 4. místo  | Zápas o 3. místo (prohra)             |                                |
| 2016/17                                  | Liberecká krajská liga                      | 4. úroveň             | 3. místo  | Čtvrtfinále (5. místo)                |                                |
| 2017/18                                  | Liberecká krajská liga                      | 4. úroveň             | 1. místo  | Vítěz                                 | Kvalifikace                    |
| 2018/19                                  | Liberecká krajská liga                      | 4. úroveň             | 3. místo  | Finále (prohra)                       |                                |
| 2019/20                                  | Liberecká krajská liga                      | 4. úroveň             | 4. místo  | Semifinále (prohra)                   | Nedohráno                      |
| 2020/21                                  | Liberecká krajská liga                      | 4. úroveň             | 1. místo  |                                       | Nedohráno                      |
| 2021/22                                  | Liberecká krajská liga                      | 4. úroveň             | 2. místo  | Finále (prohra)                       |                                |
| 2022/23                                  | Liberecká krajská liga                      | 4. úroveň             | 2. místo  | Vítěz                                 | Kvalifikace                    |
| 2023/24                                  | Liberecká krajská liga                      | 4. úroveň             | 1. místo  | Finále (prohra)                       |                                |
| 2024/25                                  | Liberecká krajská liga                      | 4. úroveň             | 3. místo  | Semifinále (3. místo)                 |                                |

Vysvětlivky k poznámkám v tabulce
- 1935/36: Mistrovství z důvodu klimatických podmínek nebylo dohráno.
- 1937/38: Mistrovství z důvodu klimatických podmínek nebylo dohráno, po sezóně reorganizace.
- 1939/40: Postup do okrskového mistrovství Čech a Moravy.
- 1940/41: Sestup, po sezóně změna názvů soutěží v župě.
- 1944/45: Zrušení soutěží, byly organizovány zimní hry.
- 1947/48: Mistrovství z důvodu klimatických podmínek nebylo dohráno.